# Cyrestis dola
Cyrestis dola är en fjärilsart som beskrevs av Hans Fruhstorfer 1904. Cyrestis dola ingår i släktet Cyrestis och familjen praktfjärilar. Inga underarter finns listade i Catalogue of Life.